# Raúl Rivero Castañeda
Raúl Rivero Castañeda (Morón, 23 november 1945 – Miami, 6 november 2021) was een Cubaans dichter, journalist en dissident.

## Leven
Rivero was aanvankelijk een vurig aanhanger van Fidel Castro en de Cubaanse Revolutie. Hij behoorde tot de eerst generatie van journalisten die afstudeerde na afloop van de revolutie.
Van 1973 tot 1976 was hij de hoofdcorrespondent van het officiële Cubaanse pers in Moskou. Hij was verder de voorzitter van de regimeaanhangige Nationale Unie van Schrijvers en Kunstenaars en werd geassocieerd met de belangrijke culturele figuren van communistisch Cuba.
In 1989 verliet hij de unie en op 2 juni 1991 ondertekende hij de Brief van de 10 intellectuelen, een petitie die vraagt om de vrijlating van politieke gevangenen en het houden van democratische verkiezingen. Sindsdien wordt Rivero beschouwd als een verschoppeling in de Cubaanse samenleving.
In 1995 richtte hij Cuba Press op en werd hij een actief lid van de beweging van onafhankelijke journalisten. Hij publiceerde zijn werk in buitenlandse kranten waaronder in de Verenigde Staten.
In 2003 vond de Zwarte Lente plaats en werden 75 dissidenten waaronder Rivero gevangengenomen. Hij werd beschuldigd van "daden tegen de Cubaanse onafhankelijkheid en poging tot het verdelen van de Cubaanse eenheid," het schrijven "tegen de regering," organisatie van "ondermijnende bijeenkomsten" in zijn huis en collaboratie met de Amerikaanse diplomaat James Cason. Rivero werd veroordeeld tot 20 jaar gevangenisstraf.
Onder grote internationale druk werd hij in 2004 vrijgelaten en het land uitgezet naar Spanje.

## Onderscheidingen
In 1999 ontving Rivero de Maria Moors Cabot-prijs voor Internationale Journalistiek van de Columbia-universiteit.
In 2004 werd hij onderscheiden met de Guillermo Cano Internationale Prijs voor Persvrijheid van de UNESCO.
- Bibsys: 3102490
- Biblioteca Nacional de España: XX1298901
- Bibliothèque nationale de France: cb12779851c (data)
- Gemeinsame Normdatei: 1056779195
- International Standard Name Identifier: 0000 0000 5934 2321
- Library of Congress Control Number: n85369783
- Nationale Bibliotheek van Tsjechië: xx0025026
- Nederlandse Thesaurus van Auteursnamen: 25582453X
- SNAC: w66h5hkk
- Système universitaire de documentation: 067244424
- Virtual International Authority File: 9974195
- WorldCat: E39PBJdWVj4hvfpBK3pJTTPPcP